# Festival Pop di Caracalla
Festival di Caracalla foi uma manifestação canora que ocorreu em Roma em 1970 e 1971.

## História

### I° Festival Pop di Caracalla
O I° Festival Pop di Caracalla ocorreu nas Termas de Caracala entre 10 e 11 de abril com ingressos gratuitos. Os idealizadores do evento foram Pino Tuccimei, diretor artístico, Giovanni Cipriani, organizador, e Eddie Ponti, apresentador. A manifestação foi transmitida ao vivo pela Rádio Monte Carlo por Mario Luzzato Fegiz e Paulo Giaccio. 
Algumas cenas do espetáculo foram utilizadas para o filme Terzo Canale Avventura a Montecarlo, interpretado pelo grupo The Trip, os quais no final do filme, executam entre as ruínas de Caracala, a música Fantasia. 
Participaram da manifestação New Trolls, Primitives, Sopwith Camel, Pooh, Four Kents, The Trip, Le Esperienze, Francesco Di Giacomo, Pierluigi Calderoni, Renato D'Angelo e Nicola Agrimi, i Fiori di Campo, i Fholks, Pino Morabito.
O momento mais importante ocorreu quando todo o elenco de Hair, entre os quais, Renato Zero, Loredana Bertè, Ronnie Jones, Teo Teocoli e Penny Brown subiu ao palco e entonou Let the sunshine, acompanhado pelo público.

### II° Festival Pop di Caracalla
O II° Festival Pop di Caracalla se desenvolveu nas Termas de Caracala, em Roma, de 6 a 7 de maio de 1971. Os ingressos custaram trezentas liras. Participaram Panna Fredda, Le Esperienze, Fiori di Campo, Il Ritratto di Dorian Gray, Il Punto, Free Love, Lucio Dalla, Four Kents, Blue Note, Free Love, Osanna e Brainticket.